# Partit Catòlic Tradicionalista
Partit Catòlic Tradicionalista és un partit polític espanyol fundat en 1919 per Juan Vázquez de Mella com a resultat del seu enfrontament amb Jaume de Borbó, pretendent màxim dirigent del carlisme. La ideologia del partit es basava en la interpretació que feia Vázquez de Mella del tradicionalisme, i en particular propugnava:
1. Unió moral i separació econòmica de l'Església i de l'Estat.
2. Substitució del règim parlamentari pel representatiu.
3. Autarquia de municipis i regions, i defensa resolta de l'ordre social fundat en l'harmonia de classes que formen el treball integral.
4. Política internacional orientada cap als tres ideals que desemboca la història d'Espanya: dominació de l'Estret, federació amb Portugal, i unió amb els Estats Hispanoamericans.

El Partit Catòlic Tradicionalista va tenir com òrgan d'expressió principal el periòdic "El Pensamiento Espanyol". Va llanguir durant la Dictadura de Miguel Primo de Rivera i especialment a la mort de Vázquez de Mella. El 1931 els seus seguidors participen juntament amb els partits Carlista i Integrista en la creació de la Comunió Tradicionalista.